# رادیو مینداناو
رادیو مینداناو (انگلیسی: Radio Mindanao) شرکت رسانه‌ای فیلیپینی است، که در سال ۱۹۵۲ تأسیس شد.